# Frisere
Frisere er et nordvestgermansk folk. Størstedelen af friserne bor i det nederlandske Frisland og i de tyske områder Øst-Frisland og Nordfrisland, men der er også store grupper af udvandrede etniske frisere i Nordamerika. Omtrent 400.000 mennesker taler i dag frisisk. Nordfrisisk bliver talt af cirka 10.000 mennesker.
De første historiske vidnesbyrd om friserne stammer fra romerne, der i år 12 f.Kr. under et togt i Germanien mødte friserne, der på den tid boede lige nord for Rhinen. Senere bevægede friserne sig mod nordvest og dannede et rige i kystområderne i det nuværende Holland. De blev kendt som et handelsfolk i anden halvdel af det første årtusind og levede generelt fredeligt. I en periode var folket underlagt Frankerriget, som førte kristendommen til området, og på samme tid trak en gruppe frisere sig længere mod nord mod Nordtyskland og Jylland og blev til nordfriserne.
I vikingetiden var friserne primært under dansk overherredømme, hvilket blev efterfulgt af tysk styre med omfattende selvstyre i første halvdel af det andet årtusind. I denne periode skete der en del landskabsmæssige ændringer i området, hvilket friserne lærte at leve med ved at bygge diger, sluser og kunstige forhøjninger til bebyggelse. Under det tyske styre søgte hollænderne efterhånden mere og mere indflydelse og endte med at erobre Frisland. Siden har dette område tilhørt Nederlandene, mens Øst- og Nordfrisland har tilhørt forskellige tyske lande og Danmark, indtil de nu hører til Tyskland som et officielt mindretal.

## Udbredelse
Friserne er udbredte i vadehavs-kystområderne ud mod Vesterhavet. Man kan i dag skelne mellem følgende områder:
1. Provinsen Frisland i Nederlandene,
2. Øst-Frisland (bestående af Østfrisland, Oldenborgske Frisland, Saterland, Butjadingen og Wursten),
3. Nordfrisland.

Både den nuværende provins Frisland i Nederlandene og Ommelandene (frisisk: De Ommelanden; betyder landet omkring byen Groningen) i det nordlige Groningen, Øst-Frisland og Nordfrisland er kendetegnede ved den vedvarende kamp mod havet, dels tidevand, dels storme. For at modvirke de skader, som højvande og storme kan bevirke, er bebyggelsen opført på kunstige verfter, der i dag ofte kan genkendes i de mange stednavne, som ender på werd eller warden, således Leeuwarden og Sauwerd. Siden middelalderen har friserne endvidere forsøgt at indvinde land ved opførelse af diger, bag hvilke landet tørlægges ved pumper. Med til bosættelsesområdet hører de mange øer (Wadden-øerne) langs kysten, der danner den naturlige ydergrænse mellem Vadehavet og Vesterhavet.
Landet er for det meste fladt. De højeste punkter er Pinneberg på Helgoland (61,3 meter), Uwe-Klitten på Sild (52, 5 meter), Rantzauhoogte syd for Læk (45 meter) og Vuurboetsduin på Vlieland (45 meter).

## Historie
Den ældste skriftlige vidnesbyrd om friserne stammer fra den græske Pytheas fra Massalia, som omkring 325 f.Kr. nåede området ved Tyske Bugt og herom oplyser:
"På et tidevandsområde af havet kaldet Metuonis af en størrelsesorden på 6.000 stadier (o. 1000km), ligger ikke langt fra øen Abalus (Helgoland?), hvor i foråret rav indsamles."
Dette er den første omtale af den sydlige del af Vesterhavet. Rav hører til de ældste handelsvarer i dette område.

### Friserne og Romerriget
Mellem 58 og 50 f.Kr. år erobrede Julius Cæsar Gallien, hvorved han fremskød Romerrigets grænser til Rhinen. Friserne boede på daværende tidspunkt nordøst for Rhinen og dermed lige uden for det romerske imperium. Under kejser Augustus (28 f.Kr. - 14 e.Kr.) forsøgte romerne at fremskyde Romerrigets grænser mod nord til Elben. Derved ville friserne blive indlemmede i Romerriget. I 12 f.Kr. nåede romerne under general Drusus til Frisland under sit fremstød i Germanien. Under denne kampagne mødte han også friserne (Frisii), som han indgik en fredsaftale med gående ud på, at friserne i begyndelsen skulle betale 2 kohuder i skat.
Under kejser Tiberius og dennes repræsentant Olennius blev skatten for høj for friserne, og friserne ville ikke længere betale. Som følge heraf fratog romerne dem først deres kvæg, så deres jord, og til sidst blev kvinder og børn taget og solgt som slaver. Som følge heraf gjorde friserne i 29 e.Kr. oprør og hængte skatteopkræverne. For at hævne dette og undertvinge friserne igen sendte romerne tropper mod dem, men de romerske hærstyrker blev slået i slaget ved Baduhennaskoven. Romerne begyndte nu at frygte friserne, og nye undertrykkelsesforsøg blev indtil videre ikke gjort; friserne havde genvundet friheden. I 47 e.Kr. indgik friserne en ny aftale med romerne, denne gang med Corbulo. Aftalen stadfæstede Rhinen som grænse og forpligtede begge parter til at respektere dette. Desuden fik friserne et senat, romerske embedsmænd og nye love. I 58 e.Kr. bosatte imidlertid nogle frisere sig på Rhinens sydlige bred, og to frisiske udsendinge, Verritus og Malorix (i romersk oversættelse), drog til den romerske kejser Nero for at få godkendelse heraf, men forgæves, og friserne blev med vold fordrevet igen fra Rhinens sydlige bred.
Plinius den Ældre, der skrev værket Naturalis Historia ca. 79 e.Kr., omtaler her indirekte friserne som en folkestamme under Ingvaeones. Fra omtrent samme tid stammer Tacitus' værk Germania, en beskrivelse af området nord for Romerrigets grænser. Han skelner mellem to grupper frisere: maioribus frisii (storfriserne) og minoribus frisii (småfriserne). Han oplyser videre, at "Begges område danner en bræmme langs Rhinen helt ud til Oceanet og omfatter desuden nogle vældige søer, som også romerske floder har besejlet."
I 69 e.Kr. gjorde bataverne (en germansk stamme bosat syd for friserne) oprør mod den romerske besættelse. Friserne og canninifaterne (en germansk stamme bosat vest for friserne) støttede batavernes oprør, men oprøret blev nedkæmpet, og Rhinen forblev Romerrigets grænse.

#### Tidlige værfter
Allerede forud for romertiden var befolkningen begyndt at bygge værfter, det vil sige boliger på kunstigt forhøjede høje flader. I Ezinge blev den første gård bygget ca. 300 f.Kr. på en lavere ikke-kunstig forhøjning. Det var et langhus med bolig i den ene ende og en stald i den anden ende bestående af båse langs ydervæggene og en midtergang mellem båsene. Kort efter synes antallet af gårde udvidet til 4, denne gang bygget på kunstigt byggede tørveplatforme; bygningernes indretning var uforandrede. Senere blev platformene forhøjede ved hjælp af en blanding af organisk materiale og gødning, hvilken varede til ca. 140 e.Kr. Keramikken viser en forandring omkring 50 f.Kr., muligvis under indflydelse af romerske handlende. Friserne var øjensynligt indblandet i handel. Tacitus oplyser i Agricula, at de nedkæmpede en gruppe fra en nabostamme, som de mistænkte for at være pirater. Fra 140 til ca. 450 e.Kr. blev Ezinge forhøjet med nye lag af ler, aske og affald.

### Folkevandringstiden
Omkring år 250 indtrådte en havstigning, som gjorde det umuligt at forblive boende i de kystområder, der var udsatte for oversvømmelse. Som følge heraf måtte friserne flytte bort fra de mest udsatte kystområder. I løbet af det 3. og 4. århundrede synes bebyggelserne i Westergo i den vestlige del af Frisland at være opgivne., og i Groningen-området synes bebyggelsen at blive markant mindre tæt beboet i samme periode. Havstigningen varede frem til år 400. Det menes, at en del af de således fraflyttede frisere slog sig sammen med chaukerne, som nu blev kendt som saksere, og som boede øst eller nord for friserne, og dannede en ny fælles folkegruppe, der blev kendt som frankere, og som senere udvandrede til områderne syd for Rhinen og her oprettede Frankerriget. Omtrent på samme tid dannedes under indtryk fra folkevandringerne en række nye og større stammeforbund: alemannerne, sakserne, thüringerne, bayerne. Chaukerne forsvandt helt under denne proces, formentlig opslugt af henholdsvis frisere og saksere.
Omkring år 450 udvandrede anglere, saksere og jyder til England; det menes at en del frisere deltog i denne udvandring. Begyndelsen var allerede sket forinden: efter, at Romerriget havde trukket sig tilbage fra Britannien i 407, ankom sakserne dels som sørøvere, dels som lejetropper for at hjælpe lokalbefolkningen imod de hærgende piktere. I begyndelsen var deres ophold af kortere varighed, men efterhånden fik de interesse for en vedvarende tilstedeværelse. Den Angelsaksiske Krønike nævner ikke friserne mellem de stammer, der slog sig ned i Storbritannien, kun anglere, saksere og jyder, men den byzantinske historiker Procopius (død efter 562) nævner friserne (som "Phrissones", en transskription af Frisiavones) ved siden af briterne og anglerne ("Angiloi") som en af de tre stammer, der beboede Storbritannien. Steder som Friston og Freeston antyder imidlertid en frisisk indflydelse i England.
Under folkevandringstiden skete der store forandringer i Frisland. For det første skete en udvikling af keramikken fra frisisk til en ny stil kaldet angelfrisisk. For det andet skete en forandring af bebyggelsen: de gamle gårde i Ezinge blev brændt af omkring 450 e.Kr. og erstattede af mindre hytter uden stalde og med umiskendelig lighed med tidlige angelsaksiske landsbyer. For det tredje findes en gravplads fra tiden 450-650 e.Kr. ved Hoogebeintum med omkring 20 angelsaksiske urner samt 37 skeletter. Fundene af brocher og lerkar vidner om tætte forbindelser til angelsaksere. Desuden fandtes 60 angelfrisiske urner. Disse vidnesbyrd antyder stærke forbindelser med anglere og saksere. Der har være spekuleret i, om der var tale om en delvis fordrivelse af friserne. Venantius Fortunatus fra Chilperics tid (561-584) oplyser, at kongen blev stillet over for problemet at holde "fresones" ude af det frankiske rige. Samtidig ses dog, at bebyggelsen fortsatte i andre dele af det frisiske område Ej heller opstod der, så vidt vi ved, et angelsaksisk rige i Frisland.

### Det frisiske kongerige (ca. 600 - 734)
I tiden efter folkevandringen beboede friserne de kystnære områder mellem Scheldes og Wesers udløb. Fra omkring 400 opbyggede friserne et eget rige. I Widsith, Beowulf og Finnsburg-fragmentet nævnes en Finn som en frisisk konge, der skal have levet i det 6. århundrede.
I 628 formåede den kristne, frankiske konge Dagobert at slå en forenet styrke af frisere og saksere (begge folk var hedninge) og genvinde kontrollen over Utrecht. Dagobert lod bygge en kirke i Utrecht og gav en biskop befaling til at missionere blandt friserne. På samme tid havde friserne dannet deres eget kongerige, og missionsvirksomheden udviklede sig derfor til et led i magtkampen mellem frankere og frisere. Mislykkede missionsforsøg blev gjort af Wilfrid, biskop af York og virkende i Frisland i 678, Willibrord, en præst der kom til Frisland i 690 og blev udnævnt til ærkebiskop over friserne i 695, men som måtte flygte fra Utrecht efter Redbads erobring af byen, Bonifatius, en tysk ærkebiskop, dræbt i Dokkum i 741, og Liudger, en friser, der prædikede fra 775, men i 782 måtte flygte under det af Widukind igangsatte frisisk-saksiske oprør.
Kong Aldgisl (død ca. 678) er den første med sikkerhed kendte frisiske konge. Beda og Ediius omtaler ham i deres værker. I Eadgils tid levede frisere og frankere i fredsommelighed, dels som følge af indre frankisk splittelse, dels fordi Eadgils lod biskop Wilfrid missionere frit blandt friserne.
Kong Radbod (679 - 719) var en hedensk, frisisk konge. Han besluttede at udnytte den indre frankiske splid til at angribe frankerne, erobre Utrecht og ødelægge byens kirke. Derefter forsøgte han at udrydde kristendommen blandt friserne. I 689 indledte Pipin af Herstal en erobring af frisiske områder og besatte Dorestad. På et tidspunkt mellem 690 og 692 kom også Utrecht under Pipins styre, hvorved han fik kontrol over handelen mellem det frankiske bagland og Vesterhavet ad Rhinen. I 714 døde Pippin, og Radbod gennemførte straks et angreb, hvorunder det i 716 lykkedes ham at slå en frankisk hær under Karl Martell ved Köln og dermed genskabe det frisiske imperium. Efter sejren blev kirkerne i Frisland afbrændte og præsterne jaget ud af landet. Da Radbod døde i 719, var Frisland atter hedensk område.
15 år efter Radbods død nåede Karl Martell sin magts højdepunkt, og han benyttede muligheden for at indgå en aftale med Frisland. I 734 sendte han sine styrker til Frisland, hvor et stort slag stod ved floden Boarn mod den frisiske hærfører Bubo, en søn af Radbod. Bubo blev dræbt under slaget, og friserne blev slået tilbage under vild flugt. Missionsvirksomheden i Frisland blev genoptaget. Bubos søn, Abba (Alfbad) blev først frisisk greve under frankisk overherredømme 749 - 775. Østfrisland (øst for Lauwers) blev erobret 50 år senere. Østfriserne havde allieret sig med de hedenske saksere, og Martells søn, Pippin den Lille, formåede ikke at slå denne koalition. Først under Martells sønnesøn, Karl den Store blev koalitionen slået i 785; den legendariske Widukind var fører for den frisisk-saksiske alliance.

### Friserhandelen
I 500- og 600-tallet skete der en voldsom stigning i den frisiske handel og skibsfart, og friserne bredte sig til et område strækkende sig fra Swin i det nordlige Belgien til Weser. I 480 oprettede frankerne under Klodevig Frankerriget, der blandt andet omfattede de to byer Utrecht og Dorestad ved grænsen til frisernes område. Da Klodevig døde i 511, benyttede friserne lejligheden til under de indre frankiske magtkampe at erobre Utrecht og Dorestad, som derefter forblev under frisisk styre frem til 628.
Friserne var i tiden mellem 600 og 800 blandt de førende handelsfolk i Nordeuropa. De sejlede op til Ribe og senere også til Hedeby og dominerede handelen på floderne Rhinen, Maas og Schelde. I 6. århundrede blev handelspladsen Quentovic ved Canche og Domburg ved Scheldes munding oprettet, i 7. århundrede fulgte Dorestad (omkring 675), senere desuden Medemblik, Westenschouwen og Rijnsburg. Handelen synes at have været under frankerkongens kontrol, og denne samt kirken fik told og afgifter (tiende) heraf.
De frisiske områder var relativt selvstændige, inden de i slutningen af 700-tallet blev indlemmet i det frankiske rige. Den frankiske besættelse og dens medfølgende kristianisering var måske grunden til, at en del frisere udvandrede omkring år 800 til Jyllands vestkyst, hvor de bosatte sig i kystområderne mellem Ejderen og Vidåen (det nuværende Nordfrisland). De tilbageblivende levede nu under frankiske konger, som tilsikrede dem en omfattende autonomi inden for den frankiske stat. Karl den Store gav dem med den frisiske ret (Lex Frisionum) en skriftlig samling af frisiske retsforskrifter. På samme tid blev friserne kristne.

### Under frankisk overherredømme
Karl den Store styrede sit imperium med hård hånd. Han tvang friserne til at træde ind i sin hær, hvor de deltog i kampe mod wiltzere i 789 og avarere i 791. I år 800 fandt de første vikingeangreb på Frisland sted, og friserne blev her efter fritaget for militærtjeneste i det fremmede, mod at de til gengæld nu skulle forestå forsvaret mod vikingerne. Da Karl den Store i 785 havde slået sakserne, strakte det frankiske imperium sig helt frem til den danske grænse. De danske angreb på Frisland og mod Frankerriget kan ses som et led i forsøget på at forhindre den kristne mission og frankerrigets udvidelse.

#### Frisland bliver et grevskab
Efter sejren i 785 blev det tidligere frisiske rige omdannet til et grevskab i Frankerriget. Abba, Redbads sønnesøn, blev den første greve under frankisk overherredømme over Frisland vest for Lauwers. Greven havde to hovedopgaver: at sikre lov og orden og at sikre mandskab til de frankiske hære. Fra 734 til 1100 var først frankiske herskere, senere tyske, repræsenteret ved grever, der virkede inden for et feudalt system. Der vides dog kun lidt om disse grever og deres virke. Det ser ud til, at der har været flere grever på samme tid. Kendte grever er:
754: grev Abba står som leder af opførelsen af Bonifatius-kirken i Dokkum
791: grev Didrik (Durk) leder de frisiske styrker under de frankiske kampe mod avarerne
839: grev Gerlof støtter den frankiske konge Ludvig den Fromme
873: grev Albdag slår en vikingehær under Rudolf i Westergo
885: grev Gerlof og grev Gerdolf er tilstede ved mordet på Godfried fra Norge
Grev Gerlof var far til Diderik 1., greve af Holland, og grev Waltger i Teisterband. Waltgers sønner kaldes Redbad og Poppo, formentlig for at fremhæve slagtskabet med kong Redbad.
I det 10. århundrede spredte friserne langs kysten fra floden Schelde i sydvest til udmundingen af Weser mod øst. Dermed blev det frisiske område opdelt i tre delområder to steder: ved Leeuwarden og Lauwers. Mod vest fandtes den store sø Almere. Som følge heraf opsplittedes det frisiske område i to grevskaber, Kennemerland mod vest (der kom under Huset Hollands overherredømme) og grevskabet Friesland beliggende mellem det mellemste hav og Lauwers. Mod øst blev oprettet en ny by, Groningen, som efterhånden fik kontrollen over området øst for Lauwers. Noget senere, i det 12. århundrede, blev det mellemste hav tørlagt samtidig med, at der skete et gennembrud mellem Almere og det åbne hav; det derved nyskabte havområde fik navnet Zuiderzee.

#### Mellemste Frisland
Grever i mellemste Frisland:
966: grev Egbert
1038: grev Liudolf af Brunswik-dynastiet død
1038-1057: grev Bruno
1057-1068: grev Egbert 1.
1068-1088: grev Egbert 2.

#### Vestfrisland
Grever i Vestfrisland:
885: grev Gerlof
922: grev Diderik 1. (Durk 1.), den første betegnet ved "grevehuset Holland", der efter grev Diderik 2.
993: grev Arnulf død i slaget mod vestfriserne, grev Durk 3. slår en hær under Hendrik 2.
1049: grev Durk 4. bliver dræbt
1049-1061: grev Floris 1. (dræbes)
1076: grev Durk 5. Grevskabet Holland oprettes, og grev Durk 5. og det hollandske grevehus fremstår som antagonister til Vest- og Mellemfrisland.

#### Vikingeangreb og danske herskere (800-885)
Der kendes ingen grever i Østfrisland. Danske, feudale herskere var:
Harald Klak (840 - 844)
Rorik af Dorestad og Godfred 2. (844 - 857)
Rorik (kristen) (862 - 872)
Godfred 3. (881 - 885).
Allerede i slutningen af 700-tallet havde Karl den Store forsøgt at erobre og kristne sakserne i Nordalbingien. Disse kampe endte med nordliudernes og wigmodiernes overgivelse i 804. Efterfølgende lod Karl store dele af den saksiske befolkning tvangsforflytte til Frankerriget, hvorved Holsten blev meget tyndt befolket. Derved var Frankerriget blevet nabo til Det danske rige. Karl den Store sendte derfor en invitation til den danske konge, Godfred, sandsynligvis blandt andet for at få udleveret de saksere, som var flygtet til Danmark. Forhandlingerne endte imidlertid resultatløst. En dansk stormand af kongeslægten, Halfdan, valgte som følge heraf at forlade Danmark og slå sig ned i Frisland. Han underkastede sig kejseren, aflagde troskabsed og blev udnævnt til kejserens repræsentant. Halfdans søn Hemming fik senere en ledende stilling på øen Walcheren indtil, at han blev myrdet af vikinger i 837.
I 808 udbrød krig mellem Karl den Store og den danske kong Godfred. Godfred angreb i 810 Frisland med en flåde på 200 skibe og slog det frankiske forsvar tre gange. Friserne blev pålagt en skat på 100 pund sølv, som blev betalt. Men Godfred, der ikke selv deltog i hærtogtet, blev efterfølgende myrdet af sine egne hirdmænd, muligvis på frankisk tilskyndelse. I 811 sluttede efterfølgeren Hemming fred og grænseaftale med Karl den Store. Hemming døde imidlertid allerede to år senere, og i 812 kom Reginfred og Harald til frankerkongen for at forny freden. I 814 døde Karl den Store; samme år blev Reginfred dræbt, og Harald Klak, der kort forinden havde slået et oprør i Vestfold i Norge ned, måtte flygte til Sachsen. Den nye frankiske kejser, Ludvig den Fromme, søgte at få ham genindsat på den danske trone i 815, men den saksisk-obotrittiske hær blev slået. I 817 fulgte en dansk modreaktion: I forening med obotritterne angreb man den frankiske borg Esesfeld ved Itzehoe og trængte samtidig med en flåde ind i Elbens munding. Det lykkedes i første omgang borgen at holde stand, men den blev snart opgivet til fordel for en ny fæstning, Hammaburg. I vinteren 822-823 fik ærkebisp Ebo af Rheims pavens bemyndigelse til at drive missionsvirksomhed i nord (hans område omfattede blandt andet Frisland og han var Ludvig den Frommes rådgiver).

##### Harald Klak
I 826 kom Harald Klak sejlende med henved hundrede skibe op ad Rhinen. Han blev døbt i kejserpaladset i Ingelheim, svor kejseren troskab og fik lenet Rüstringen ved Weser; dette skulle danne base for fornyede fremtidige forsøg på at sikre sig den danske krone. I forbindelse med dåben blev der udpeget to munke, Ansgar og Autbert, til at drive missionsvirksomhed i Norden. Ansgars missionsvirksomhed i Danmark synes beskeden. Efter tre år kom han til Birka, efter halvandet år vendte han hjem og blev ærkebiskop i det nyoprettede bispedømme Hamborg med Norden som missionsområde.
Vikingernes hærgninger fortsatte. I 833 blev Ludvig den Fromme midlertidigt afsat af sine sønner, og 834 blev Dorestad angrebet af vikinger for første gang. I 834 blev Fisland atter udplyndret. Annalerne oplyser: "De drog over Utrecht til handelspladsen Dorestad, plyndrede overalt, de dræbte nogle af indbyggerne, førte andre bort som fanger og ødelagde en del af byen ved ildebrand." Nye angreb på Dorestad fulgte i 835, 836 og 837. Byen blev overfaldet og brandskattet, det vil sige måtte betale tribut for ikke at blive afbrændt. I 837 blev også øen Walcheren angrebet og beskattet. Det ser ud til, at det var Harald Klak, som stod bag angrebene på opdrag af sin lensherre Lothar 1., som Ludvig den Fromme havde planer om at afstraffe, hvilket imidlertid forhindredes af de gentagne vikingeangreb. Samtidig kan Harald have ønsket at få området som len i tillæg til det omfattende, men fattige len Rüstringen. Dette forhindredes dog i første omgang af Ludvig, som ved et forlig i 837 med sine sønner Lothar og Ludvig den Tyske holdt fast i, at Rorik, Harald Klaks nevø, skulle være lensmand for Frisland og Dorestad.
I julen 838 blev Frisland ramt af en alvorlig stormflod, hvorunder en stor del af befolkningen og kvægbesætningerne omkom.
Efter Ludvig den Frommes død i 840 faldt det karolinske forsvar i Frisland helt fra hinanden. Uden en frankisk konge til at organisere et forsvar forøgedes de danske angreb, og friserne blev gjort skatskyldige under danske feudalherrer, idet danskerne formåede det svækkede frankiske rige at overdrage Frisland som feudalt gods.
For at bringe angrebene tilophør havde Lothar 1., der var blevet kejser i 840, i 841 givet øen Walcheren i Schelde-mundingen til Harald Klak som len, og i 850 gjorde han det samme med Haralds broder Rorik, der fik store dele af Frisland i len frem til sin død i 870'erne.
I 843, efter Ludvig den Frommes død, blev Lothar 1. ved delingsaftalen i Verdun hersker over Frisland.
I 840 og 842 blev Quentovic, London og Hamwith angrebet, og 841 - året efter Ludvig den Frommes død - blev flere klostre ved Seinen samt byen Rouen angrebet, den 28. marts 845 endda også Paris. I 845 blev Hamborg ligeledes plyndret og brændt, og Ansgar måtte flygte til Bremen, hvor han genoptog missionsarbejdet; ved hans død i 865 var der dog kun oprettet kirker i Ribe, Hedeby og Birka.
I 885 blev Godfred fra Norge som den sidste nordiske feudale hersker dræbt og det danske overherredømme ophørte. Ganske vist fortsatte vikingerne at foretage mindre angreb på Frisland frem til 1014, da Knud den Store blev konge over Danmark, Norge og England.

### Under tysk overherredømme (925 - 1498)
I 885 dræbte hertug Henrich af Sachsen den frisiske lensmand Godfred, og Frisland blev derved en del af det Tyske Rige. Frem til 1217 blev magten udøvet gennem feudale repræsentanter.
Fra 1217 havde Mellemste Frisland ingen feudal overherre, næsten ingen riddere, ingen slaver og kun få byer. Befolkningen var overvejende landbrugere, fiskere og pramførere. Eftersom der ingen øvre myndighed fandtes, blev administrative forvaltninger oprettet spontant. Det var højkonjunktur: Landbrug og handel blomstrede og skabte velstand. Flere frisiske byer tilsluttede sig Hanseforbundet.
I middelalderen sluttede de frisiske byer og egne sig sammen til de syv frisiske sølande. De syv sølande kunne bevare et omfattende selvstyre mod at godtage kejseren som den formelle øverste lensherre (Frisisk Frihed). Deres udsendinge mødtes engang om året, tirsdag efter pinse, ved deres tingsted ved Upstalsboom ved Aurich og traf her beslutninger for hele området mellem Zuidersee og Weser, dels love, dels beslutninger om fælles forsvar ved angreb på nogen del af området.

### Ekspansion og landskabsændringer
Friserne havde lært kunsten at bygge på kunstige forhøjninger, værfter (tysk: Warft, frisisk: terp), men ekspansionen var betinget af, at de lærte sig kunsten at bygge diger, hvorved land kunne indvindes. Friserne udviklede omfattende regelsæt for vedligeholdelse af diger og sluser. De ældste diger var ca. 1,5 m høje, bag hvilken der lå en omkring 4 m bred vej for at muliggøre færdsel med vogne i begge retninger på samme tid. I begyndelsen var digebyggeriet organiseret i såkaldte skeltas; fra 13. århundrede blev ansvaret overdraget grietmannen og asegas.

### Kampen mod hollænderne (993 - 1345)
Efter vikingerne var Huset Holland indtrådt som styrende overklasse langs Vestfrislands kyst. Greverne var af frisisk oprindelse. Men med oprettelse af Provinsen Holland i 1075 fik frankerne den dominerende indflydelse, og med tiden udviklede der sig en dyb modsætning mellem friserne i Vestfrisland og de hollandske grever. Greverne forsøgte med vold at underkue friserne. Grev Willem 2. forestod et angreb på Vestfrisland i vinteren 1256, men faldt gennem isen ridende på sin hest og blev efterfølgende tævet til døde af friserne. Floris 5. var fast besluttet på at hævne sin faders død og angreb og slog friserne i en kamp, der kostede omkring 1.200 frisere livet. Efter Floris 5.'s død gjorde vestfriserne oprør mod efterfølgeren Jan 1. Dennes efterfølger, Jan 2., slog det frisiske oprør ned og dræbte omkring 3.000 frisere. Der blev sendt hjælpestyrker fra Mellemfrisland, men de kom for sent; vestfriserne mistede friheden.
Efter sejren over vestfriserne besluttede Huset Holland at underlægge sig Mellemfrisland. I 1345 foretog grev Vilhelm 4. et storstilet militært angreb for at underlægge sig området med en stor flåde, der - styrket med franske og flamske riddere - sejlede over Zuiderzee. Friserne besluttede at gå sammen om at tilbagevise angrebet, og den 26. september 1345 lykkedes det dem at omringe hæren nær Warns og slå fortroppen ihjel. Resten af hæren flygtede og efterlod liget af Willem 4. på valpladsen. Siden da blev den 26. september husket som en festdag i Mellemfrisland.

### Interne magtkampe (1217 - 1489)
Efter det frankiske overherredømmes sammenbrud i Frisland begyndte interne magtkampe. I løbet af det 14. århundrede udviklede der sig to, hinanden modstående grupper: "schieringer" og "vetkoper". De førte Frisland ud i en regulær borgerkrig, hvor landsby sloges mod landsby, slægtninge mod hinanden, fædre mod deres sønner. I 1489 fik borgerkrigen en ende, da Albrecht af Sachsen skabte en central (tysk) overmyndighed, som sikrede lov og orden, men tillige betød indførelse af tysk i talesprog; fortyskningen satte ind, og denne udvikling forstærkedes efter reformationen, da Bibelen blev oversat til plattysk, som også blev brugt til prædikener i kirkerne.

### Nordfriserne
De frisiske kolonister ved den jyske vestkyst levede som kongefriserne i de såkaldte Udlande under den danske konge og uden for de tyske grænser.

### Reformationen og dens følger
I begyndelsen af 1500-tallet nåede reformationen Frisland. Frisland var kommet under Philip 2. (1527 - 1598), konge af Spanien fra 1555, som forsøgte at modvirke udviklingen ved at sende spanske tropper nordpå. Dette førte til det Hollandske Oprør, også kendt som Tachtigjarige Oorlog (Firsårskrigen), der varede fra 1568 til 1648. Friserne gjorde oprør mod det spanske overherredømme i 1572. I 1585 oprettedes universitetet i Franeker for at uddanne præster, idet calvinismen hurtigt spredte sig. I løbet af firsårskrigen dannedes Republikken af De Syv Forenede Nederlande, omfattende Holland, Zeeland, Gelderland, Overijssel, Groningen og Frisland, hvorved Frisland blev en provins i Nederlandene, da disse i 1814 blev omdannet til et monarki.

## Frisernes stilling i dag

### Folkeretslig stilling
Den frisiske folkegruppe i Tyskland er - tillige med danskere (danske sydslesvigere), sorbere, romaer og sintier - et af den tyske stat anerkendt nationalt mindretal. Politisk arbejder de nationale frisere i det af den tyske stat anerkendte danske mindretalsparti Sydslesvigsk Vælgerforening (SSV / SSW), især i Nordfrisland. Derved repræsenterer SSW tillige i politisk henseende de frisiske interesser. I Nederlandene har i flere årtier eksisteret det Frisiske Nationalparti samt siden 2006 parti DeFriezen. I Ost-Friesland findes frisiske interesseorganisationer samt det politiske parti Die Friesen. Foruden de nævnte findes også andre politiske grupper, der virker for frisiske interesser, her under det separatistiske Groep fan Auwerk.
Frisernes interesser har siden 1925 været varetaget af det interfrisiske råd (Interfrasche Rädj) med sæde i Leer, Ostfriesland. Det interfrisiske råd er en paraplyorganisation for vest-, øst- og nordfriserne i Tyskland og Nederlandene. Friserrådets sektion i Nordfrisland kaldes på bøkingherredfrisisk Frasche Rädj. Blandt andre interesseorganisationer kan nævnes for nordfrisernes vedkommende Nordfriesischer Verein (tysk-frisisk) og Friisk Foriining (national-frisisk) og for saterfrisernes vedkommende forbundet Seelter Buund.

### Frisisk sprogs stilling i dag
Det frisiske sprog inddeles i tre grupper: vest-, øst- og nordfrisisk. Vestfrisisk tales i dag af ca. 400.000 personer i Nederlandene, østfrisisk (saterfrisisk) tales i Niedersachsen af ca. 2.000 personer, og nordfrisisk i det vestlige Sydslesvig tales af ca. 10.000 personer og forstås af yderligere 20.000 personer i Slesvig-Holsten.
Nordfrisisk tales ved vestkysten og på de nordfrisiske øer Sild, Før og Amrum i Nordfrislands kreds samt på øen Helgoland i Pinneberg kreds. Nordfrisisk har siden 1800-tallet udviklet et skriftsprog og består i dag af ni dialekter, hvoraf tre er akut truet af at dø ud. Seks af dialekter (såkaldt "fastlandsfrisisk", heriblandt bøkingherredfrisisk) tales ved kysten og tre dialekter på øerne (såkaldt "øfrisisk", dvs. fering/öömrang på Før/Amrum, halunder på Helgoland og sölring på Sild).
Friserne i Østfrisland og det oldenburgske Frisland har siden 1800-tallet ikke længere talt frisisk, men har beholdt sin kulturelle identitet. Saterfriserne i Saterland stammer fra østfriserne. Saterfrisisk tales i visse samfund i Saterland i distriktet Cloppenburg, Niedersachsen. Saterfrisisk er en sidste rest af østfrisisk, som tidligere blev talt i hele Øst-Frisland. Den variant af østfrisisk, som blev talt på øen Wangerooge, uddøde i 1930'erne.

### Undervisning
Undervisning på nordfrisisk gives ved 25 folke- og mellemskoler i Slesvig-Holsten. I læseåret 2002/03 fik i alt 1.473 elever undervisning i nordfrisisk. På højere- og gymnasieniveau gives undervisning blandt andet på gymnasierne i Vyk på Før (nordfrisisk: a Wik) og Nibøl (nordfrisisk: Naibel). I årene 1993–1996 blev det som forsøg ved forskoler i Syderende (nordfrisisk: Söleraanj) på Før og i Risum-Lindholm (nordfrisisk: Risem-Loonham) undersøgt, om det er muligt at genoplive det frisiske sprog i forskolemiljøer. Der findes 14 forskoler, som tilbyder frisiske sprogaktiviteter. Flere kommuner har indført tosprogede navne- og vejskilte, og i flere tilfælde afholdes gudstjenester på frisisk.
Uddannelse i saterfrisisk tilbydes ved for- og mellemskoler i Saterland (182 elever af totalt 1.082 elever i området får i alt 13 timers undervisning om ugen). Der foregår en vis forskning af saterfrisisk. Desuden har distriktsregeringen i Oldenburg oprettet en ombudsmand for saterfrisisk og plattysk.